# Portugália a 2014. évi téli olimpiai játékokon
Portugália az oroszországi Szocsiban megrendezett 2014. évi téli olimpiai játékok egyik részt vevő nemzete volt. Az országot az olimpián 1 sportágban 2 sportoló képviselte, akik érmet nem szereztek.

## Alpesisí
Férfi
| Versenyző    | Versenyszám      | 1. futam      | 1. futam      | 2. futam      | 2. futam      | Összesítés | Összesítés |
| Versenyző    | Versenyszám      | Idő           | Hely.         | Idő           | Hely.         | Idő        | Helyezés   |
| ------------ | ---------------- | ------------- | ------------- | ------------- | ------------- | ---------- | ---------- |
| Arthur Hanse | Műlesiklás       | nem ért célba | nem ért célba | kiesett       | kiesett       | kiesett    | kiesett    |
| Arthur Hanse | Óriás-műlesiklás | 1:30,52       | 57.           | nem ért célba | nem ért célba | kiesett    | kiesett    |

Női
| Versenyző   | Versenyszám      | 1. futam | 1. futam | 2. futam | 2. futam | Összesítés | Összesítés |
| Versenyző   | Versenyszám      | Idő      | Hely.    | Idő      | Hely.    | Idő        | Helyezés   |
| ----------- | ---------------- | -------- | -------- | -------- | -------- | ---------- | ---------- |
| Camile Dias | Műlesiklás       | 1:05,24  | 48.      | 1:03,26  | 41.      | 2:08,50    | 40.        |
| Camile Dias | Óriás-műlesiklás | 1:32,70  | 63.      | 1:34,93  | 63.      | 3:07,63    | 59.        |